# Fotogramas de Plata 1986
La 37a cerimònia de lliurament dels Fotogramas de Plata 1986, lliurats per la revista espanyola especialitzada en cinema Fotogramas, va tenir lloc el 17 de febrer de 1987 a la discoteca Joy Eslava de Madrid, coincidint amb el quarantè aniversari de la revista. La gala fou presentada pel grup El Tricicle.

## Candidatures

### Millor pel·lícula espanyola
| Pel·lícula         | Director                | Resultat   |
| ------------------ | ----------------------- | ---------- |
| La mitad del cielo | Manuel Gutiérrez Aragón | Guanyadora |

### Millor pel·lícula estrangera
| Pel·lícula  | Director    | Resultat   |
| ----------- | ----------- | ---------- |
| Vellut blau | David Lynch | Guanyadora |

### Tota una vida
| Intérprete       | Resultat   |
| ---------------- | ---------- |
| Rafaela Aparicio | Guanyadora |

### Millor actriu de cinema
| actriu         | Pel·lícula                            | Resultat   |
| -------------- | ------------------------------------- | ---------- |
| Victoria Abril | Tiempo de silencio                    | Candidata  |
| Chus Lampreave | El año de las luces Matador           | Candidata  |
| Carmen Maura   | Matador Tata mía                      | Candidata  |
| Ángela Molina  | El río de oro La mitad del cielo Lola | Guanyadora |
| Maribel Verdú  | 27 horas El año de las luces          | Candidata  |

### Millor actor de cinema
| Actor                 | Pel·lícula                                                                             | Resultat  |
| --------------------- | -------------------------------------------------------------------------------------- | --------- |
| Juan Diego            | Dragon Rapide El viaje a ninguna parte                                                 | Candidat  |
| Fernando Fernán Gómez | Delirios de amor El viaje a ninguna parte La mitad del cielo Mambrú se fue a la guerra | Guanyador |
| Nacho Martínez        | Adiós pequeña La mitad del cielo Matador                                               | Candidat  |
| Francisco Rabal       | El disputado voto del señor Cayo El hermano bastardo de Dios                           | Candidat  |
| Jorge Sanz            | El año de las luces Mambrú se fue a la guerra                                          | Candidat  |

### Millor intèrpret de televisió
| Intérprete         | Sèrie de televisió | Resultat  |
| ------------------ | ------------------ | --------- |
| Juan Echanove      | Turno de oficio    | Guanyador |
| Carme Elías        | Turno de oficio    | Candidata |
| Juan Luis Galiardo | Turno de oficio    | Candidat  |
| Javier Gurruchaga  | La bola de cristal | Candidat  |
| Amparo Larrañaga   | Media naranja      | Candidata |

### Millor intèrpret de teatre
| Intèrpret/Companyia | Muntatge                                       | Resultat   |
| ------------------- | ---------------------------------------------- | ---------- |
| Dagoll Dagom        | El Mikado                                      | Candidata  |
| Juanjo Puigcorbé    | Pel davant i pel darrera Per un si o per un no | Candidat   |
| Julieta Serrano     | Coriolà La senyora de Sade                     | Guanyadora |
| Tricicle            | Slàstic                                        | Candidata  |
| Concha Velasco      | ¡Mamá, quiero ser artista!                     | Candidata  |